# كريل أمريكي
كريل أمريكي (الاسم العلمي: Euphausia americana) هو نوع من المفصليات يتبع جنس الكريل من فصيلة الكريلية.